# Jan Erik Sigdell
Jan Erik Sigdell (geboren 1938 in Göteborg, Schweden) ist ein schwedischer Therapeut und Buchautor. Sein fachlicher Schwerpunkt ist die Reinkarnationstherapie.

## Leben und Wirken
Sigdell absolvierte Studien der Elektrotechnik sowie Elektronik, schloss sein Studium als Diplom-Ingenieur ab und wurde im Bereich Medizintechnik promoviert. Hierbei war er spezialisiert auf Dialysetechnik und war Autor eines mathematischen Fachbuchs über Kapillareffekte der künstlichen Niere.
Er beschäftigte sich mit Reinkarnation und experimentierte seit 1974 mit hypnotischen „Rückführungen“. 1979 absolvierte er bei Bryan Jameison eine Ausbildung in nicht-hypnotischen Rückführungstechniken, die er in seiner eigenen Praxis anwendete und weiterentwickelte.
Als Christ beschäftigte er sich außerdem mit der Frage der Vereinbarkeit von Christentum und Reinkarnationslehre. Er veröffentlichte mehrere Bücher über diese Themen.
Sigdell ist verheiratet, lebte viele Jahre in der Schweiz und lebt heute in Slowenien.

## Veröffentlichungen (Auswahl)
- A mathematical theory for the capillary artificial kidney, Hippokrates Verlag, 1974, ISBN 978-3777303598
- Reinkarnation. Christentum und das kirchliche Dogma, Ibera Verlag, Wien 2001, ISBN 978-3-85052-109-3.
- Durch den Tod ins Leben, Ansata Verlag, München 2007, ISBN 978-3-7787-7321-5.
- Es begann in Babylon, Holistika Verlag, Meckenheim 2008, ISBN 978-3-9812671-0-5.
- Wiedergeburt und frühere Leben, Heyne Verlag, München 2008, ISBN 978-3-453-70086-4.
- mit Andrés Pablo: Die heilende Kraft des Betens, Hans Nietsch Verlag, Emmendingen 2010, ISBN 978-3-939570-89-9.
- Unsichtbare Einflüsse, Amra Verlag, Hanau 2012, ISBN 978-3-939373-45-2.
- Die Herrschaft der Anunnaki, Amra Verlag, Hanau 2016, ISBN 978-3-95447-216-1.